# جان بول فورنير
جان بول فورنير (بالفرنسية: Jean-Paul Fournier)‏ هو سياسي فرنسي، ولد في 16 أكتوبر 1945 في فرنسا. حزبياً، نشط في الاتحاد من أجل حركة شعبية والتجمع من أجل الجمهورية.

## مناصب
- انتخب عضو مجلس بلدية نيم (1983 – ).
- انتخب عضو المجلس العام  [لغات أخرى]‏ غارد عن دائرة canton of Nîmes-1  [لغات أخرى]‏ (3 أكتوبر 1988 – 1 نوفمبر 2008).
- انتخب عضو مجلس الشيوخ الفرنسي غارد (1 أكتوبر 2008 – 30 سبتمبر 2017).
- انتخب عضو مجلس جهوي لنكدوك روسيون (21 مارس 1986 – 31 أكتوبر 2001).
- انتخب رئيس بلدية [الإنجليزية]‏ نيم (مارس 2001 – ).

## وصلات خارجية
- الموقع الرسمي